# Атлетика на Летњим олимпијским играма 1904 — 100 метара за мушкарце
Дисциплина трчања на 100 метара за мушкарце, била је, једна од атлетских дисциплина на Олимпијским играма 1904. у Сент Луису. Такмичење је одржано 3. септембра на стадиону Франсис Филд. Учествовало је 11 такмичара, из 3 земље.

## Земље учеснице
- Канада (1)
- Мађарска (1)
- САД (9)

## Рекорди пре почетка такмичења
| Најбољи резултат на свету |                       |                           |                             |                      |
| 10,8 (*)                  | Лутер Кери            | Сједињене Државе          | Париз, Француска            | 4. јули, 1891.       |
| 10,8 (*)                  | Сесил Ли              | Велика Британија          | Брисел, Белгија             | 25. септембар, 1892. |
| 10,8 (*)                  | Етјен де Ре           | Белгија                   | Брисел, Белгија             | 4. август, 1893.     |
| 10,8 (*)                  | Л. Ачерли             | Велика Британија          | Франкфурт, Немачко царство) | 13. април, 1895.     |
| 10,8 (*)                  | Хари Битон            | Велика Британија          | Ротердам, Холандија         | 28. август, 1895.    |
| 10,8 (*)                  | Харалд Андерсон-Арбин | Шведска                   | Хелсинборг, Шведска         | 9. август, 1896.     |
| 10,8 (*)                  | Исак Вестергрен       | Шведска                   | Јевле Шведска               | 11. септембар, 1898. |
| 10,8 (*)                  | Исак Вестергрен       | Шведска                   | Јевле, Шведска              | 10. септембар, 1899. |
| 10,8 (*)                  | Френк Џарвис          | Сједињене Државе          | Париз, Француска            | 14. јул 1900.        |
| 10,8 (*)                  | Џон Туксбери          | Сједињене Америчке Државе | Париз, Француска            | 14. јул 1900.        |
| 10,8 (*)                  | Carl Ljung            | Шведска                   | Стокхолм Шведска            | 23. септембар 1900.  |
| 10,8 (*)                  | Џон Туксбери          | Сједињене Државе          | Филаделфија САД             | 6. октобар 1900.     |
| 10,8 (*)                  | André Passat          | Француска                 | Бордо Француска             | 14. јун 1903.        |
| 10,8 (*)                  | Louis Kuhn            | Швајцарска                | Бордо Француска             | 14. јун 1903.        |
| 10,8 (*)                  | Harald Grønfeldt      | Данска                    | Aarhus Данска               | 5. јул 1903.         |
| 10,8 (*)                  | Eric Frick            | Шведска                   | Jönköping Шведска           | 9. август 1903.      |
| Олимпијски рекорд         |                       |                           |                             |                      |
| 10,8                      | Френк Џарвис          | САД                       | Париз, Француска            | 14. јул 1900.        |
| 10,8                      | Џон Туксбери          | САД                       | Париз, Француска            | 14. јул 1900.        |

(•) = незванично

## Освајачи медаља
|              |                  |                       |
| Арчи Хан САД | Нејт Картмел САД | Вилијам Хогенсон САД} |

## Резултати

### Квалификације
У квалификацијама такмичари су били подељени у 3 групе, права са 3, а друга и трећа са 4 такмичара. За финале су се пласирала по двојица првопласираних из све три групе (КВ).
Група 1
| Место | Атлетичар            | Време    | Белешка. |
| ----- | -------------------- | -------- | -------- |
| 1     | Арчи Хан САД         | 11,4     | КВ       |
| 2     | Лоусон Робертсон САД | непознат | КВ       |
| 3     | Бела Мезе Мађарска   | непознат |          |

Група 2
| Место | Атлетичар              | Време    | Белешка. |
| ----- | ---------------------- | -------- | -------- |
| 1     | Вилијам Хогенсон САД   | 11,6     | КВ       |
| 2     | Frederick Heckwolf САД | непознат | КВ       |
| 3     | Роберт Кер Канада      | непознат |          |
| 4     | Мајер Принстајн САД    | непознат |          |

Група 3
| Место | Атлетичар           | Време    | Белешка. |
| ----- | ------------------- | -------- | -------- |
| 1     | Нејт Картмел САД    | 11,4     | КВ       |
| 2     | Феј Моултон САД     | непознат | КВ       |
| 3     | Клајд Блер САД      | непознат |          |
| 4     | Френк Кастлеман САД | непознат |          |

### Финале
| Место | Атлетичар              | Време    | Белешка. |
| ----- | ---------------------- | -------- | -------- |
|       | Арчи Хан САД           | 11,0     |          |
|       | Нејт Картмел САД       | 11,2     |          |
|       | Вилијам Хогенсон САД   | 11,2     |          |
| 4     | Феј Моултон САД        | непознат |          |
| 5     | Frederick Heckwolf САД | непознат |          |
| 6     | Лоусон Робертсон САД   | непознат |          |